# نهاد رضا
محمد نهاد بن علي رضا أرناؤوط (1927 - 2008) شاعر وكاتب سوري. ولد في حلب ودرس فيها. نال شهادتي في الإجازة في الآداب وفي الفلسفة من جامعة باريس، ودبلوم العلوم السياسيّة من الجامعة الفرنسية في بيروت، وست شهادات عليا في إدارة الأعمال، والعلوم السياسية والتنمية الاقتصادية من باريس ونابولي. عمل في وزارة التحطيط مديرًا للتعاون العلمي والفني ثم مديرًا للعلاقات العامة، ثم خبيرًا في العلاقات العامة والإعلام فيها. عضو اتحاد الكتاب العرب. 

## سيرته
ولد محمد نهاد بن علي رضا أرناؤوط سنة 1927 في حلب ونشأ فيها. حصل على إجازة في الآداب وفي الفلسفة من جامعة باريس، وعلى دبلوم في إدارة الأعمال في صناعة الغزل والنسيج من باريس، ودبلوم في العلوم الاقتصادية من باريس، ودبلوم في العلوم الادارية من بيروت. ودبلوم في التنمية الاقتصادية من إيطاليا. 

عمل في وزارة التحطيط مديرًا للتعاون العلمي والفني ثم مديرًا للعلاقات العامة، ثم خبيرًا في العلاقات العامة والإعلام فيها. كان عضوًا في اتحاد الكتاب العرب.

توفي في 2008.

## مؤلفاته
من دواوينه الشعرية:
- ميلاد شاعر، 1972
- الرعشة الأولى، 1972
- شعر في لوحات، 1972
- هكذا حدثني القلب، 1972
- احتجاب الفارس الأخضر، 1973
- موعدنا في القمر، 1973
- هل يُحبّني أنا، 1974
- ذابح الملهمات، 1974
- أنا وأنتِ وقوس قزح، 1976
- البعد اللامنظور، 1976
- منافسة في باريس، 1978
- إشراقات درويش مولوي، ديوانه بالفرنسية من ستين قصيدة، 1992

من كتبه :
- منافسة في باريس، رواية، 1978
- بيان الأزمنة الإنسانية، 1993
- الأدب الثوري في القرن الثامن عشر
- ملحمة العهد المعاصر: الملحمة الشعرية الإسلامية الكبرى (الخادم الأمين للقرآن الكريم)، 2000

وله عدد من الكتب المترجمة عن الفرنسيّة.